# Сенегал на Зимским олимпијским играма 1994.
Сенегалу је ово било треће учешће на Зимским олимпијским играма. Делегацију Сенегала, на Зимским олимпијским играма 1994. у Лилехамеру у Норвешкој представљао је један алпски скијаш.
На свечаној церемонији отварања Олимпијских игара 1994. заставу Сенегала носио је једини такмичар Ламин Геј.
Сенегал је остао у групи екипа које нису освајале медаље на Зимским олимпијским играма.

## Учесници по дисциплинама
| Спорт          | Мушкарци | Жене | Укупно |
| -------------- | -------- | ---- | ------ |
| Алпско скијање | 1        | 0    | 1      |
| Укупно(1)      | 1        | 0    | 1      |

## Алпско скијање

### Мушкарци
| Дисциплина | Такмичар | Резултати | Резултати | Резултати    | Резултати    | Резултати    | Детаљи |
| Дисциплина | Такмичар | 1. вожња  | 2. вожња  | Укупно       | Заостатак    | Пласман      | Детаљи |
| ---------- | -------- | --------- | --------- | ------------ | ------------ | ------------ | ------ |
| Ламин Геј  | Спуст    |           |           | Није завршио | Није завршио | Није завршио |        |